# Saprospiraceae
Die Saprospiraceae sind eine Familie von Bakterien. Die Typusgattung ist Saprospira. Sie zählen zu der Abteilung Bacteroidota.

## Erscheinungsbild
Der Gram-Test ist negativ. Einige Arten sind durch Gleiten motil, Flagellen sind nicht vorhanden. Zu den durch Gleiten beweglichen Vertretern zählen Arten der Gattungen Saprospira, Lewinella und Aureispira. Sie sind stäbchenförmig und bilden lange, vielzellige Filamente. Diese können bei einigen Arten, z. B. bei Saprospira grandis und von Arten der Aureispira schraubenförmig sein. Die Kolonien sind oft rosa, gelb, orange oder rot gefärbt. Sporenbildung tritt nicht auf.

## Wachstum und Stoffwechsel
Die Arten sind aerob, der Stoffwechsel ist die Atmung. Sauerstoff ist immer der letzte Elektronenakzeptor. Sie sind chemo-organotroph.

## Vorkommen
Alle Arten kommen im Süß- oder Meerwasser vor. Haliscomenobacter hydrossis benötigt Süßwasser und wird oft aus Abwasser und belebten Schlamm isoliert. Sie können dort in großen Mengen vorkommen. Aureispira marina, Aureispira maritima und Lewinella kommen im Meerwasser vor. Saprospira wurde sowohl in Süß- wie auch aus Meerwasser isoliert.

## Systematik
Die Familie besteht aus vier Gattungen:
- Aureispira Hosoya et al. 2006
- Haliscomenobacter van Veen et al. 1973
- Lewinella Sly et al. 1998
- Membranicola Li et al. 2016
- Phaeodactylibacter Chen et al. 2014
- Saprospira Gross 1911

## Ökologie
Die Mitglieder dieser Familie kommen ausschließlich in Süß- oder Meerwasser vor. Eine Besonderheit ist die Art Saprospira grandis, es handelt sich um einen Prädator (Räuber), der andere Organismen wie Diatomeen, Blaualgen und andere Mikroorganismen mit Hilfe von Schleim, der auch für die gleitende Bewegung genutzt wird, erbeutet. Wenn die Beuteorganismen mit dem Schleim eingefangen sind, werden sie zu der Zelle mit Hilfe des Schleims transportiert und letztendlich von Exotoxinen getötet und von Enzymen aufgelöst, die dabei freigesetzten Nährstoffe werden dann vom Bakterium aufgenommen. Der Prozess des „Fangens“ und „Verdauens“ wird im Englischen als ‚ixotrophy‘ bezeichnet.